# Friedrich Hayek
Friedrich August (tot 1919 von) Hayek (Wenen, 8 mei 1899 – Freiburg im Breisgau, 23 maart 1992) was een Oostenrijks econoom en politiek filosoof. Hij geldt als een van de belangrijkste liberale denkers van de twintigste eeuw en wordt door critici gezien als de voornaamste inspirator van het zogenaamde 'neoliberalisme', hoewel hij zichzelf liever als klassiek liberaal of "old Whig" afficheerde
Zijn economisch werk spitst zich toe op uiteenzettingen over hoe een markt door prijsvorming informatie aan haar deelnemers verschaft en hoe planeconomieën deze informatieverspreiding verhinderen. Alhoewel Hayek gerekend wordt tot de Oostenrijkse School, zijn er op belangrijke punten ook verschillen met bijvoorbeeld zijn leraar Ludwig von Mises. In zijn filosofische werken raakte Hayek op verschillende punten het werk van zijn vriend Karl Popper.
In 1974 won hij de Prijs van de Zweedse Rijksbank voor economie, tegelijk met ideologisch opponent Gunnar Myrdal. In 1991 ontving Hayek de Amerikaanse Presidential Medal of Freedom, uitgereikt door toenmalig president George Bush.
De militaire juntas van Augusto Pinochet in Chili en Jorge Videla in Argentinië waren pioniers in de toepassing van de economische theorieën van Friedrich Hayek.

## Leven

### Jeugd
Hayek werd geboren in Wenen (toen nog de hoofdstad van Oostenrijk-Hongarije). Hij was de zoon van August von Hayek, een arts in dienst van de gemeentelijke gezondheidsdienst. Hayeks grootvaders waren vooraanstaande academici, die actief waren in de statistiek en de biologie. Zijn vaderlijke lijn was als dank voor verleende diensten aan de staat in de gelederen van de Boheemse adel opgenomen. Een generatie eerder waren ook zijn voorouders van moederskant tot een lagere adellijke rang verheven. Na 1919 werden adellijke titels in Oostenrijk bij wet verboden. De familie "von Hayek" werd gewoon de familie "Hayek". Vandaar dat zijn officiële naam na 1919 "Friedrich Hayek" en niet "Friedrich von Hayek" luidde. Hayeks vader werkte een verhandeling over regionale plantkunde om tot een zeer gewaardeerde botanische verhandeling en zette zo zijn families wetenschappelijke tradities voort.
Op aanraden van zijn vader las Hayek als een tiener de genetische en evolutionaire werken van Hugo de Vries en de filosofische werken van Ludwig Feuerbach. Op school was Hayek zeer ingenomen door de lessen van een leraar over de ethiek van Aristoteles.
Van moederskant was Hayek een achterneef van de filosoof Ludwig Wittgenstein. Zijn moeder speelde vaak met Wittgensteins zusters en kende Ludwig goed. Als gevolg van hun familierelatie was Hayek een van de eersten die Wittgensteins Tractatus Logico-Philosophicus lazen, dit toen dit werk in de originele Duitse uitgave in 1921 werd gepubliceerd. Hoewel Hayek Wittgenstein slechts een paar keer ontmoette, stelde Hayek later dat Wittgensteins filosofie en analysemethoden een grote invloed op zijn eigen leven en denken hadden gehad. In zijn latere jaren herinnerde Hayek zich een discussie over filosofie met Wittgenstein, toen zij beiden aan het einde van de Eerste Wereldoorlog officieren waren Na de dood van Wittgenstein was Hayek van plan geweest om een biografie van Wittgenstein te schrijven. Hij werkte aan het verzamelen van familiemateriaal maar hij zag ervan af en hielp later andere biografen van Wittgenstein.
In 1917 werd hij opgevorderd tot militaire dienst in een artillerie-regiment in het Oostenrijks-Hongaarse leger. Hij vocht aan het Italiaanse front. Een groot deel van zijn gevechtservaring deed Hayek op als spotter in een vliegtuig. Hij overleefde de oorlog zonder ernstige verwondingen en werd vanwege betoonde moed gedecoreerd.
Hayek besloot daarna een academische carrière na te streven, vastbesloten om te helpen de fouten te vermijden die tot de Eerste Wereldoorlog hadden geleid. Hayek zei over deze ervaring: "De beslissende invloed was echt de Eerste Wereldoorlog. Deze dwong je om aandacht aan de problemen van politieke organisatie te schenken." Hij bezwoer aan een betere wereld te werken.

### Studie
Aan de Universiteit van Wenen promoveerde hij in 1921 en 1923 respectievelijk in de rechten en de politieke wetenschappen. Hij studeerde ook filosofie, psychologie en economie. Toen de Universiteit van Wenen korte tijd gesloten was, studeerde hij aan Constantin von Monakows-instituut voor hersenanatomie. Hier bracht hij een groot deel van zijn tijd door met het inkleuren van hersencellen. Zijn werkzaamheden op het laboratorium van Monakow en zijn grote belangstelling voor het werk van Ernst Mach inspireerden hem tot een project dat uiteindelijk onder de titel The Sensory Order in 1952 werd gepubliceerd. Het lokaliseerde verbindend leren op de fysieke en neurologische niveaus en wees het "sense-data"-associationisme van de empiristen en logisch positivisten af. Hayek presenteerde zijn werk op een privéseminar dat hij samen met Herbert Furth had geïnitieerd.

### Eerste banen
Tijdens zijn jaren aan de universiteit van Wenen maakte Carl Mengers werk over de verklarende strategie van de sociale wetenschappen en Friedrich von Wiesers indrukwekkende verschijning in de collegezaal een blijvende invloed op Hayek. Na het afsluiten van zijn examens werd Hayek op aanbeveling van Wieser door Ludwig von Mises ingehuurd als een specialist voor de Oostenrijkse regering die werkte aan de juridische en economische details van het verdrag van Saint-Germain. Tussen 1923 en 1924 werkte Hayek als onderzoeksassistent van professor Jeremiah Jenks van de Universiteit van New York. Hij verzamelde macro-economische gegevens over de Amerikaanse economie en de operaties van de Amerikaanse Federal Reserve.

## Werk

### The Road to Serfdom
Hayek was bezorgd over de algemene opvatting in de Britse academische wereld dat het fascisme een kapitalistische reactie op het socialisme was. The Road to Serfdom vindt zijn oorsprong in deze zorgen. Hayek schreef het boek tussen 1940 en 1943. De titel is geïnspireerd op de geschriften van de Franse klassieke liberale denker Alexis de Tocqueville over de "road to servitude". Uitgeverij Routledge bracht het werk in maart 1944 voor het eerst uit in Groot-Brittannië. Daar werd het redelijk succesvol, wat Hayek ertoe verleidde over "dat niet-verkrijgbare boek" te spreken. Als gevolg van de rantsoenering van papier in oorlogsstijd konden er namelijk niet zo veel boeken worden gedrukt. Toen de The Road to Serfdom in september van hetzelfde jaar door de Universiteit van Chicago in de Verenigde Staten werd gepubliceerd, behaalde het daar een grotere populariteit dan in Groot-Brittannië. Onder invloed van de Amerikaanse uitgever Max Eastman publiceerde het Amerikaanse tijdschrift Reader's Digest in april 1945 ook een verkorte versie, zodat The Road to Serfdom een veel breder publiek bereikte dan alleen academici.
De libertarische econoom Walter Block merkte kritisch op dat hoewel The Road to Serfdom "een strijdkreet tegen centrale planning" is, het geen enthousiaste ondersteuning voor een vrije markt-systeem en een laissez-faire-kapitalisme biedt. Hayek ging zelfs zover om te zeggen dat "waarschijnlijk niets zo veel schade aan de liberale zaak heeft gedaan als het hardnekkig aandringen door sommige liberalen op bepaalde vuistregels, vooral op het beginsel van laissez-faire kapitalisme". In het boek schreef Hayek dat de overheid een rol in de economie heeft te spelen via het monetaire systeem, de regeling van het aantal uren in een werkweek, en instituties voor het verzekeren van een stroom van juiste informatie. Dit zijn stellingen die worden geassocieerd met de stroming van het ordoliberalisme.
Door zijn analyse van dit en vele andere van Hayeks werken, stelt Block, "in de constructie van zijn aanklacht tegen het socialisme, werd Hayek tot allerlei compromissen verleid met zijn eigen filosofische perspectief, zoals dit uit andere werken blijkt - zozeer zelfs, dat als op basis van deze compromissen een systeem zou worden gebouwd, dit niet al te scherp zou verschillen van datgene, waartegen deze auteur zich expliciet verzet."

### Chicago
In 1950 ruilde Hayek de London School of Economics in voor de Universiteit van Chicago. Hij werd er professor bij het Comité voor het sociale denken. Hayeks eerste college in Chicago was een faculteitsseminar over de filosofie van de natuurwetenschappen. Dit werd door veel van de opmerkelijkste wetenschappers bijgewoond, die toentertijd aan de universiteit van Chicago verbonden waren, daaronder Enrico Fermi, Sewall Wright en Leo Szilard. Gedurende zijn tijd in Chicago werkte Hayek aan de filosofie van de natuurwetenschappen, economie, de politieke filosofie en de ideeëngeschiedenis.
Hayeks economische aantekeningen uit deze periode zijn nog niet gepubliceerd. Hij maakte geen deel uit van de Chicago school of economics, maar zijn erkenning van de impact die geldvraag en de omloopsnelheid op het geld hadden waren van fundamentele invloed. Het dient te worden opgemerkt dat hij nooit college aan de economische faculteit heeft gegeven. Daar werd hem standvastig de toegang geweigerd.
Na het redigeren van een boek over de brieven van John Stuart Mills was hij van plan twee boeken over de liberale orde te publiceren, The Constitution of Liberty en "The Creative Powers of a Free Civilization" (uiteindelijk de titel voor het tweede hoofdstuk van The Constitution of Liberty). In mei 1959 voltooide hij The Constitution of Liberty. Het boek werd in 1960 gepubliceerd. Hayek interesseerde zich sterk: "in die constellatie van mensen, waarin de dwang van de een door de ander in de samenleving zo veel mogelijk wordt beperkt". Hayek was teleurgesteld dat het boek niet dezelfde enthousiaste onthaal ten deel viel als zijn The Road to Serfdom zestien jaar eerder.

### Freiburg, Californië, en Salzburg
Van 1962 tot zijn emeritaat in 1968 was hij professor aan de Universiteit van Freiburg in West-Duitsland, waar hij begon te werken aan zijn volgende boek, Law, Legislation and Liberty. Hayek beschouwde zijn jaren in Freiburg als "zeer vruchtbaar". Na zijn emeritaat verbleef Hayek een jaar lang als gasthoogleraar in de filosofie aan de Universiteit van Californië, Los Angeles, waar hij bleef doorwerken aan Law, Legislation and Liberty. Hij gaf er een seminar met dezelfde naam en een tweede seminar over de filosofie van de sociale wetenschappen. De eerste kladversies van dit boek voltooide hij in 1970. Hayek koos er echter voor om deze versies te herschrijven. Uiteindelijk publiceerde hij dit werk in drie delen, respectievelijk in 1973, 1976 en 1979. Charles Koch nodigde Hayek uit om als "onderscheiden senior wetenschapper" in dienst te treden bij het Institute voor Humane Studies, dat toen in Menlo Park, Californië, gevestigd was, dit ter voorbereiding van de eerste conferentie over de Oostenrijkse School, die in 1974 zou worden gehouden. Hayek weigerde dit aanbod in eerste instantie, maar aanvaardde de positie uiteindelijk toch, nadat Koch hem er van had overtuigd dat hij sociale zekerheid en gezondheidszorg zou ontvangen
Van 1969 tot 1977 was hij professor aan de Universiteit van Salzburg; daarna keerde hij terug naar Freiburg, waar hij de rest van zijn leven zou doorbrengen. Toen Hayek Salzburg in 1977 verliet, schreef hij, "Ik maakte een fout toen ik naar Salzburg verhuisde". De economische faculteit was te klein, en de bibliotheekfaciliteiten waren onvoldoende.

### Hayeks conjunctuurtheorie
Een van Hayeks belangrijkste onderzoeksterreinen binnen de economie betrof de relatie tussen kapitaal, geld en de conjunctuurcyclus. Al eerder had Mises het concept van het marginale nut op de waarde van het geld toegepast in zijn Theory of Money and Credit (1912). In dit werk gaf von Mises een verklaring voor "fluctuaties in de industrie". Von Mises ontleende zijn ideeën aan het werk van de oude British Currency School en van de Zweedse econoom Knut Wicksell. Hayek gebruikte deze werken als uitgangspunt voor zijn eigen interpretatie van de conjunctuurcyclus. Hij werkte dit uit in wat later bekend kwam te staan als de "Oostenrijkse theorie van de conjunctuurcyclus". In zijn Prices and Production (1931) beargumenteerde Hayek, dat de conjunctuurcyclus het gevolg was van inflatie, die optrad als gevolg van kredietexpansies, die in gang werden gezet door de centrale banken en de doorwerking daarvan op de iets langere termijn, bijvoorbeeld in de vorm van misallocatie van kapitaal veroorzaakt door kunstmatig laag gehouden rentevoeten. Hayek beweerde dat "de toen recente instabiliteit van de markteconomie het gevolg was van de uitsluiting van de belangrijkste regulator van het marktmechanisme, te weten geld, dat zelf niet door het marktproces wordt gereguleerd."

### Spontaan gegroeide orde
Hayek zag het vrije prijssysteem niet als een bewuste uitvinding (iets wat opzettelijk door de mens is ontworpen), maar als een spontane gegroeide orde of iets waaraan hij refereerde als "dat wat het gevolg van menselijk handelen, maar niet van mensen ontwerp". Aldus zag het prijsmechanisme dus als iets vergelijkbaar met bijvoorbeeld taal.
Hayek schreef in zijn boek The Fatal Conceit (1988) de geboorte van de beschaving toe aan het ontstaan van privé-eigendom. Hij legde uit dat prijssignalen de enige manier zijn, waarop economische beslissers onbewuste- of verspreide kennis aan elkaar kunnen communiceren, waardoor het een stuk gemakkelijker wordt het economische calculatieprobleem op te lossen.

### Investeringen en keuze
Misschien diepgaander dan enige andere econoom heeft Hayek onderzoek gedaan naar de keuzetheorie van investeringen. Hij onderzocht de interrelaties tussen niet-permanente productiegoederen en "latente" of potentieel economische permanente middelen - voortbouwend op het keuze-theoretische inzicht dat 'processen die meer tijd in beslag nemen vanzelfsprekend niet worden gekozen,tenzij zij een hoger rendement opleveren dan processen die minder tijd in beslag nemen."

## Politieke opvattingen
Hayek liet zich meermalen negatief uit over democratie, of wat hij het misbruik daarvan noemde. Als kind van zijn tijd, waarin communistische en fascistische regimes gruwelijke mensenrechtenschendingen pleegden onder democratische vlag, verkoos hij een "liberale dictatuur" boven een (zelfverklaarde) democratisch gekozen regering die op grote schaal macht zou centraliseren of een planeconomie zou invoeren. Zijn ideaal was een "beperkte democratie" met weinig bevoegdheden, ingeperkt door een constitutie die de economie buiten de invloed van de politiek zou plaatsen. Een autoritaire dictatuur achtte hij acceptabel als overgangsperiode vanuit een situatie van "totalitarisme" (voor hem zou ieder politiek streven naar wat socialisten 'sociale rechtvaardigheid' noemen vroeg of laat uitdraaien op totalitarisme).
Volgens critici bewonderde Hayek het bewind van Salazar in Portugal en de Chileense militaire dictator Augusto Pinochet, omdat die economische vrijheid boven politieke vrijheid stelde. In de pers keerde hij zich tegen VN-boycots gericht tegen Chili en het apartheidsregime in Zuid-Afrika.
In een geschrift uit 1939 geeft Hayek een visie op de betrekkingen tussen Europese staten, waarin hij pleit voor een politieke federatie geconcentreerd op een gemeenschappelijke markt. Zo'n federatie zou vrede tussen de naties bewaren, vrij verkeer van personen, goederen en kapitaal mogelijk maken en tegelijk niet in staat zijn om een planeconomie te verwezenlijken, al te veel belasting te heffen of sociaal beleid uit te voeren. Uiteindelijk, dacht hij, zou de federatie de deelnemende staten verzwakken en macht bij kleinere concurrerende regio's leggen. Diverse latere auteurs hebben hierin een inspiratiebron voor de Europese eenwording herkend en met name voor de instituties van de EU. Hayek zelf keerde zich overigens tegen de Europese Gemeenschap toen in de jaren 70 plannen voor een sociaal Europa werden gelanceerd.

## Beknopte keuze uit zijn werken
- Monetary Theory and the Trade Cycle, 1929.
- Prices and Production, 1931.
- Reflections on the Pure Theory of Money of Mr. J. M. Keynes , Part One first published in Economica, No. 33. (Aug., 1931).
- Reflections on the Pure Theory of Money of Mr. J. M. Keynes, Part Two first published in Economica, No. 35. (Feb., 1932).
- Profits, Interest and Investment, 1939.
- The Road to Serfdom, 1944.
- The Use of Knowledge in Society, 1945.
- Individualism and Economic Order, 1948.
- The Counter-Revolution of Science, 1952.
- The Constitution of Liberty, 1960.
- Studies in Philosophy, Politics and Economics, 1967.
- Law, Legislation and Liberty (3 delen)
  - Rules and Order, 1973
  - The Mirage of Social Justice, 1976
  - The Political Order of a Free People, 1979
- The Fatal Conceit: The Errors of Socialism, 1988

## Voetnoten
1. ↑  Taylor C. Boas, Jordan Gans-Morse (June 2009). Neoliberalism: From New Liberal Philosophy to Anti-Liberal Slogan. Studies in Comparative International Development 44 (2): 137–161. DOI: 10.1007/s12116-009-9040-5.
2. ↑  Laboratoires de la mondialisation économique Regards croisés sur les dictatures argentine et chilienne des années 1970. www.cairn.info. Gearchiveerd op 5 april 2023.
3. ↑  GENEALOGISCHES TASCHENBUCH DER ADELIGEN HÄUSER • • ÖSTERREICHS • •. www.archive.org (1905).
4. ↑  UCLA Oral History 1978 Interviews with Friedrich Hayek, blz. 32–38. Archive.org (10 maart 2001).
5. ↑  Ebenstein, blz. 245
6. ↑  Hayek on Hayek: an autobiographical dialogue, door Friedrich August Hayek, Routledge, 1994, blz. 51
7. ↑  Brian McGuinness, Young Ludwig:. Wittgenstein's life, 1889-1921, Oxford University Press, 2005 Pagina xii
8. ↑  Commanding Heights : Episode 1 | on PBS. Pbs.org (24 oktober 1929).
9. ↑  "The Viennese Connection: Alfred Schutz and the Austrian School" door Peter Kurrild-Klitgaard
10. ↑  UCLA Oral History 1978 Interviews with Friedrich Hayek. Archive.org (10 maart 2001).
11. ↑  A.J. Tebble, F.A. Hayek, Continuum International Publishing Group, 2010, blz. 4-5
12. ↑  Ebenstein, blz. 116.
13. ↑  Ebenstein, blz. 128.
14. ↑  A. J. Tebble, F.A. Hayek, Continuum International Publishing Group, 2010, blz. 8
15. ↑  Hayek, The Constitution of Liberty (University Chicago Press, 1960), blz. 502-3
16. ↑  Block, Walter (1996). Hayek's Road to Serfdom. Journal of Libertarian Studies 12 (2): 339–365 (Center for Libertarian Studies). Geraadpleegd op 17 februari 2010.
17. ↑  F. A. Hayek, Hayek on Hayek: An Autobiographical Dialogue (Liberty Fund, 2008) blz. 128.
18. ↑  Screpanti Zamani, Ernesto Stefano (2005). An Outline of the History of Economic Thought. Oxford, p. 498.
19. ↑  Ebenstein, blz. 195.
20. ↑  F. A. Hayek, The Constitution of Liberty (London: Routledge & Kegan Paul, 1960), blz. 11.
21. ↑  Ebenstein, blz. 203.
22. ↑  Ebenstein, blz. 218.
23. ↑  Ebenstein, blz. 254.
24. ↑  The Pure Theory of Capital pdf), Chicago: University of Chicago Press, 1941/2007 (deel 12 van de verzamelde werken): blz. 90.
25. ↑  Andrew Farrant; Edward McPhail, Sebastian Berger, Preventing the “Abuses” of Democracy: Hayek, the “Military Usurper” and Transitional Dictatorship in Chile?. American Journal of Economics and Sociology 71(3) (2013). Gearchiveerd op 7 mei 2023.
26. ↑  John Gillingham (2003). European Integration, 1950–2003: Superstate or New Market Economy?. Cambridge University Press, pp. 6-11. ISBN 0521012627.
27. ↑   Wolfgang Streeck, The Crisis in Context: Democratic Capitalism and Its Contradictions. MPIfG Discussion Paper 11/15. Max-Planck-Institut für Gesellschaftsforschung (2011). Gearchiveerd op 16 oktober 2021.
28. ↑  Bernard H. Moss (red.) (2005). Monetary Union in Crisis: the European Union as a Neo-liberal Construction. Palgrave Macmillan, pp. 12.

- Bibsys: 90068032
- Biblioteca Nacional de Chile: 000040556
- Biblioteca Nacional de España: XX837554
- Bibliothèque nationale de France: cb119070534 (data)
- Catàleg d'autoritats de noms i títols de Catalunya: 981058521383906706
- CiNii: DA00413601
- Gemeinsame Normdatei: 118547364
- International Standard Name Identifier: 0000 0001 2117 8244
- Library of Congress Control Number: n80126331
- Nationale Bibliotheek van Letland: 000027761
- Mathematics Genealogy Project: 199660
- Bibliotheek van het Japanse parlement: 00442762
- Nationale Bibliotheek van Tsjechië: jn19990003268
- Nationale bibliotheek van Australië: 35333649
- Nationale Bibliotheek van Israël: 987007262571805171
- Nationale Bibliotheek van Polen: a0000001179249
- Nationale en Universitaire bibliotheek Zagreb: 000100706
- Nederlandse Thesaurus van Auteursnamen: 068384777
- Istituto Centrale per il Catalogo Unico: CFIV009564
- LIBRIS: 190259
- SNAC: w6988xvs
- Système universitaire de documentation: 02691669X
- Trove: 915386
- Union List of Artist Names: 500264363
- Virtual International Authority File: 2471646
- WorldCat: E39PBJjtbHq3kXd4PgqXxYvfv3

1969: Frisch, Tinbergen ·
1970 : Samuelson ·
1971: Kuznets ·
1972: Hicks, Arrow ·
1973: Leontief ·
1974: Myrdal, Hayek ·
1975: Kantorovitsj, Koopmans ·
1976: Friedman ·
1977: Ohlin, Meade ·
1978: Simon ·
1979: Schultz, Lewis ·
1980: Klein ·
1981: Tobin ·
1982: Stigler ·
1983: Debreu ·
1984: Stone ·
1985: Modigliani ·
1986: Buchanan ·
1987: Solow ·
1988: Allais ·
1989: Haavelmo ·
1990: Markowitz, Miller, Sharpe ·
1991: Coase ·
1992: Becker ·
1993: Fogel, North ·
1994: Harsanyi, Nash, Selten ·
1995: Lucas ·
1996: Mirrlees, Vickrey ·
1997: Merton, Scholes ·
1998: Sen ·
1999: Mundell ·
2000: Heckman, McFadden ·
2001: Akerlof, Spence, Stiglitz ·
2002: Kahneman, Smith ·
2003: Engle, Granger ·
2004: Kydland, Prescott ·
2005: Aumann, Schelling ·
2006: Phelps ·
2007: Hurwicz, Maskin, Myerson ·
2008: Krugman ·
2009: Ostrom, Williamson ·
2010: Diamond, Mortensen, Pissarides ·
2011: Sims, Sargent ·
2012: Roth, Shapley  ·
2013: Fama, Hansen, Shiller  ·
2014: Tirole  ·
2015: Deaton  ·
2016: Hart, Holmström ·
2017: Thaler ·
2018: Nordhaus, Romer ·
2019: Banerjee, Duflo, Kremer ·
2020: Milgrom, Wilson ·
2021: Imbens, Angrist, Card ·
2022: Bernanke, Diamond, Dybvig ·
2023: Goldin ·
2024: Acemoglu, Johnson, Robinson